# Liste der IATA-Bahnhofs-Codes
Um es Flugpassagieren einfacher zu machen, mit der Bahn anzureisen, hat die IATA diverse Bahnhöfe mit einem IATA-Flughafencode versehen. Dabei handelt es sich zum einen um Flughafenbahnhöfe in unmittelbarer Nähe zum entsprechenden Flughafen (diese tragen dann meist denselben IATA-Code wie der Flughafen selbst), zum anderen aber mehrheitlich um Hauptbahnhöfe in wichtigen Städten, die im Einzugsgebiet eines Flughafens liegen. Manchmal besteht die Möglichkeit, das Fluggepäck direkt am dortigen (Haupt-)Bahnhof einchecken zu können.
Die IATA vergibt auf Antrag von Mitgliedern oder Nichtmitgliedern ihre Dreibuchstabenabkürzung für Flughäfen, Heliports und Metropolitan Areas sowie bei intermodaler Bedeutung auch für Bahnhöfe, Busumsteigepunkte und Fährhäfen.
Der kollektive Code QYG steht für einen beliebigen von mehr als 5.600 Bahnhöfen in Deutschland, siehe: Rail&Fly.
Besonders viele Codes dieser Liste beginnen mit X (52), Z (44) und Q (24) (Stand 22. Mai 2022).

## Codes

### A
- ADB Bahnhof Flughafen Adnan Menderes, Gaziemir, Türkei (Flughafen Izmir-Adnan Menderes)
- AGY Bahnhof Augsburg Hauptbahnhof, Deutschland
- AMS Bahnhof Schiphol Airport bei Amsterdam, Niederlande (Flughafen Schiphol)
- ARN Bahnhof Flughafen Stockholm/Arlanda, Schweden

### B
- BFD Buffalo/Dick Road, Depew, New York USA
- BFX Buffalo/Exchange Street, Downtown Buffalo, NY USA
- BHX Birmingham International Railway Station, Vereinigtes Königreich (Flughafen Birmingham)
- BNJ Bonn Hauptbahnhof, Deutschland
- BOO Bahnhof Bodø, Norwegen (gleicher Code wie der Flughafen Bodø)
- BRS Bahnhof Bristol Temple Meads, Vereinigtes Königreich (gleicher Code wie Flughafen Bristol, Distanz:13 km)
- BRU Bahnhof Flughafen Brüssel-Zaventem, Belgien

### C
- CBG Cambridge, Vereinigtes Königreich
- CDG Bahnhof Aéroport Charles-de-Gaulle 2 TGV, Flughafen Paris-Charles de Gaulle, Frankreich
- CGN Bahnhof Köln/Bonn Flughafen, Deutschland (Flughafen Köln/Bonn)
- CPH Københavns Lufthavn, Kastrup, Dänemark. (Flughafen Kopenhagen)

### D
- DHC Bremen Hauptbahnhof, Bremen, Deutschland
- DTZ Dortmund Hauptbahnhof, Dortmund, Deutschland[3]
- DUS Bahnhof Düsseldorf Flughafen, Deutschland (Flughafen Düsseldorf, angebunden über SkyTrain; Gleicher Code wie der Flughafen selbst)

### E
- EWR Newark Liberty International Airport Station, New Jersey, USA (Gleicher Code wie Flughafen Newark, 8 km entfernt)

### F
- FRA Frankfurt am Main Flughafen Fernbahnhof, Frankfurt am Main, Deutschland (Flughafen Frankfurt)
- FVS Finnländischer Bahnhof, Sankt Petersburg, Russland
- FYG Fuyong Fährterminal, Shenzhen, China (Flughafen Shenzhen)

### G
- GGZ Graz Hauptbahnhof, Österreich
- GVA Bahnhof Genf Flughafen, Genf, Schweiz (Gleicher Code wie Flughafen)

### H
- HEC Hauptbahnhof Helsinki, Helsinki, Finnland
- HKM Hongkong-Macau Hafen, Macau, China
- HVT Bahnhof Tikkurila, Helsinki, Finnland
- HZI Hongkong Zhuhai Hafen, Zhuhai, China

### I
- IBT Bologna Centrale, Bologna, Italien
- INP Bahnhof Napoli Centrale, Neapel, Italien
- IOB Innsbruck Hauptbahnhof, Österreich

### J
- JKG Bahnhof Jönköping, Schweden (Gleicher Code wie Flughafen, 11 km entfernt)

### K
- KGV Klagenfurt Hauptbahnhof, Österreich
- KJR Karlsruhe Hauptbahnhof, Karlsruhe, Deutschland
- KLR Bahnhof Kalmar Flughafen, Schweden (Gleicher Code wie der Kalmar Airport, 6 km entfernt)
- KSD Bahnhof Karlstad, Schweden (Gleicher Code wie der Karlstad Airport, 17 km entfernt)
- KWQ Bahnhof Kassel-Wilhelmshöhe, Kassel, Deutschland

### L
- LEJ Bahnhof Flughafen Leipzig/Halle, Deutschland (Flughafen Leipzig/Halle)
- LHR Bahnhof London Heathrow Airport (Heathrow Express, Heathrow Connect, London Underground-Piccadilly Line)
- LPI Bahnhof Linköping, Schweden (Gleicher Code wie Flughafen, 3 km entfernt)
- LPL Liverpool-City Rail Station, Vereinigtes Königreich
- LYS Bahnhof Lyon-Saint-Exupéry TGV, Frankreich (Flughafen Lyon Saint-Exupéry)
- LZS Linz Hauptbahnhof, Österreich

### M
- MAN Bahnhof Flughafen Manchester, London, Vereinigtes Königreich
- MHJ Mannheim Hauptbahnhof, Deutschland
- MKF Münster (Westfalen) Hauptbahnhof, Deutschland
- MXP Bahnhof Flughafen Mailand-Malpensa, Mailand, Italien

### N
- NCL Bahnhof Newcastle Central, Vereinigtes Königreich

### O
- OSD Bahnhof Östersund, Schweden (Gleicher Code wie Åre Östersund Airport, 9 km entfernt)
- OSL Oslo-Gardermoen Flytoget, Norwegen (Flughafen Oslo-Gardermoen)

### P
- PIK Bahnhof Flughafen Glasgow-Prestwick, Vereinigtes Königreich
- PLY Bahnhof Paris-Gare-de-Lyon, Paris, Frankreich
- POK St. Pölten Hauptbahnhof, Österreich

### Q
- QDL Bahnhof Lugano, Schweiz[4]
- QDU Düsseldorf Hauptbahnhof, Düsseldorf, Deutschland
- QFB Freiburg Hauptbahnhof, Freiburg im Breisgau, Deutschland
- QFV Bahnhof Bergen, Norwegen
- QFZ Saarbrücken Hauptbahnhof, Deutschland
- QJZ Bahnhof Nantes, Nantes, Frankreich
- QKL Köln Hauptbahnhof, Köln, Deutschland
- QKU Bahnhof Köln Messe/Deutz, Köln, Deutschland
- QLJ Bahnhof Luzern, Luzern, Schweiz
- QLS Bahnhof Lausanne, Lausanne, Schweiz
- QPP Berlin Hauptbahnhof, Berlin, Deutschland
- QQK Bahnhof King’s Cross, London, Vereinigtes Königreich
- QQM Bahnhof Manchester Piccadilly, Manchester, Vereinigtes Königreich
- QQN Bahnhof Birmingham New Street, Birmingham, Vereinigtes Königreich
- QQP Bahnhof Paddington, London, Vereinigtes Königreich
- QQS Bahnhof St Pancras, London, Vereinigtes Königreich
- QQU Bahnhof Euston (Fernbahn), London, Vereinigtes Königreich
- QQW Bahnhof Waterloo, London, Vereinigtes Königreich
- QQY Bahnhof York, Vereinigtes Königreich
- QRH Bahnhof Rotterdam Centraal, Rotterdam, Niederlande
- QUL Ulm Hauptbahnhof, Ulm, Deutschland
- QWU Würzburg Hauptbahnhof, Würzburg, Deutschland
- QXG Bahnhof Saint-Laud, Angers, Frankreich
- QYG Beliebiger Bahnhof in Deutschland (Rail&Fly)
- QYX Bahnhof Uppsala centralstation, Uppsala, Schweden

### S
- SOO Bahnhof Söderhamn, Schweden (Gleicher Code wie alter Flughafen)
- STN Stansted Airport Station, London, Vereinigtes Königreich
- SWS Bahnhof Swansea, Vereinigtes Königreich

### T
- THN Bahnhof Trollhättan, Schweden (Gleicher Code wie Flughafen, 6 km entfernt)
- TRD Bahnhof Flughafen Trondheim, Norwegen
- TTK Bahnhof Tottenham Hale, London, Vereinigtes Königreich

### V
- VIE Bahnhof Flughafen Wien (VIE), Österreich
- VST Bahnhof Västerås (Strecke nach Stockholm), Schweden (Gleicher Code wie der Flughafen Stockholm-Västerås, 6 km entfernt)
- VXO Växjö Railway station, Schweden (Gleicher Code wie Flughafen Växjö, 9 km entfernt)

### X
- XAT Bahnhof Antibes, Antibes, Frankreich
- XAX Bahnhof Dorval, Dorval, Kanada
- XBF Bahnhof Bellegarde, Bellegarde-sur-Valserine, Frankreich
- XDB Bahnhof Lille Europe, Lille, Frankreich
- XDS Bahnhof Ottawa, Kanada
- XDQ Bahnhof Ontario, London, Kanada
- XDX Bahnhof Sarnia, Sarnia, Kanada
- XEC Bahnhof Windsor, Windsor, Kanada
- XED Disneyland Paris / Bahnhof Marne-la-Vallée - Chessy, Chessy, Frankreich
- XEG Bahnhof Kingston, Kingston, Kanada
- XER Bahnhof Strasbourg-Ville Bus Station Boulevard de Metz, Straßburg, Frankreich[5]
- XEV Stockholms centralstation, Stockholm, Schweden
- XEW Stockholms södra, Stockholm, Schweden
- XFJ Eskilstuna, Schweden
- XFP Malmö C (Hauptbahnhof), Malmö, Schweden
- XGB Bahnhof Paris-Montparnasse, Paris, Frankreich
- XGC Bahnhof Lund, Schweden
- XGH Flåm Station, Norwegen
- XGZ Bahnhof Bregenz, Österreich
- XHJ Aachen Hauptbahnhof, Aachen, Deutschland
- XHK Bahnhof Valence TGV, Valence, Frankreich
- XHN Bahnhof Liège-Guillemins, Lüttich, Belgien
- XIK Bahnhof Milano Centrale, Mailand, Italien
- XIR Dresden Hauptbahnhof, Dresden, Deutschland
- XIT Leipzig Hauptbahnhof, Leipzig, Deutschland, Verbindung zum Flughafen Frankfurt durch LH Express Rail
- XIU Erfurt Hauptbahnhof, Erfurt, Deutschland, Verbindung zum Flughafen Frankfurt durch LH Express Rail
- XJY Bahnhof Massy TGV, Massy, Frankreich
- XKL Bahnhof Kuala Lumpur Sentral, Kuala Lumpur, Malaysia
- XLM Gare Centrale, Montreal, Kanada
- XLJ Gare du Palais, Québec, Kanada
- XLV Bahnhof Niagara Falls, Niagara Falls, Kanada
- XOC Bahnhof Madrid Atocha, Madrid, Spanien
- XOP Bahnhof Poitiers, Poitiers, Frankreich
- XPG Bahnhof Paris-Nord, Frankreich
- XPJ Bahnhof Montpellier-Saint-Roch, Montpellier, Frankreich
- XQE Bahnhof Ebbsfleet International, bei London Vereinigtes Königreich
- XQT Bahnhof Lichfield, Lichfield, Vereinigtes Königreich
- XRG Bahnhof Rugeley Trent Valley, Vereinigtes Königreich
- XRF Bahnhof Marseille-Saint-Charles, Marseille, Frankreich
- XRJ Bahnhof Roma Termini, Rom, Italien
- XRK Pawelezer Bahnhof, Moskau, Russland
- XSH Bahnhof Tours Saint-Pierre-des-Corps, Tours, Frankreich
- XWC Wien Hauptbahnhof, Österreich
- XWG Bahnhof Strasbourg-Ville, Straßburg, Frankreich
- XWK Bahnhof Karlskrona, Schweden
- XWL Göteborgs centralstation, Göteborg, Schweden
- XWR Bahnhof Örebro, Schweden
- XWW Wien Westbahnhof, Österreich
- XXL Bahnhof Lillehammer, Norwegen
- XXZ Bahnhof Sundsvall, Schweden
- XYB Bahnhof Borlänge, Schweden
- XYD Bahnhof Lyon Part-Dieu, Lyon, Frankreich
- XYG Praha hlavní nádraží, Prag, Tschechische Republik
- XYH Bahnhof Helsingborg, Schweden
- XYJ Bahnhof Praha-Holešovice, Prag, Tschechische Republik
- XYL Bahnhof Lyon-Perrache, Lyon, Frankreich
- XZN Bahnhof Avignon TGV, Avignon, Frankreich
- XZO Oslo Sentralstasjon, Oslo, Norwegen
- XZT Bahnhof Trondheim, Norwegen

### Y
- YBZ Toronto Union Station, Toronto, Kanada
- YJB Bahnhof Barcelona-Sants, Barcelona, Spanien
- YMY Gare Centrale, Montreal, Kanada

### Z
- ZAQ Nürnberg Hauptbahnhof, Nürnberg, Deutschland
- ZBA Basel Badischer Bahnhof, Basel, Schweiz
- ZBP Pennsylvania Station (Newark), Vereinigte Staaten
- ZDH Bahnhof Basel SBB, Schweiz
- ZDJ Bahnhof Bern, Schweiz
- ZDU Bahnhof Dundee, Dundee, Schottland
- ZEP Bahnhof Victoria, London, Vereinigtes Königreich
- ZEU Bahnhof Göttingen, Göttingen, Deutschland
- ZFJ Bahnhof Rennes, Frankreich
- ZFQ Bahnhof Bordeaux-Saint-Jean, Bordeaux, Frankreich
- ZFV 30th Street Station, Philadelphia, Vereinigte Staaten
- ZGG Bahnhof Glasgow, Schottland
- ZGH Københavns Hovedbanegård, Dänemark
- ZHT Bahnhof Genève-Cornavin, Genf, Schweiz (Hauptbahnhof im Stadtzentrum – nicht zu verwechseln mit dem Bahnhof Genf Flughafen)
- ZIV Bahnhof Inverness, Inverness, Schottland
- ZKD Leningrader Bahnhof, Moskau, Russland
- ZLN Bahnhof Le Mans, Frankreich
- ZLS Bahnhof Liverpool Street, London, Vereinigtes Königreich
- ZLP Zürich Hauptbahnhof, Zürich, Schweiz
- ZMB Hamburg Hauptbahnhof, Hamburg, Deutschland
- ZMS Bahnhof Firenze Santa Maria Novella, Florenz, Italien
- ZMU München Hauptbahnhof, München, Deutschland
- ZPE Osnabrück Hauptbahnhof, Osnabrück, Deutschland
- ZPY Bahnhof Siegburg/Bonn, Siegburg, Deutschland
- ZRB Frankfurt (Main) Hauptbahnhof, Frankfurt, Deutschland
- ZRH Bahnhof Zürich Flughafen, Zürich, Schweiz (Gleicher Code wie Flughafen)
- ZRP Newark Pennsylvania Station, Newark (New Jersey), Vereinigte Staaten
- ZSB Salzburg Hauptbahnhof, Österreich
- ZSR Schwerin Hauptbahnhof, Schwerin, Deutschland
- ZTF Bahnhof Stamford, Stamford (Connecticut), Vereinigte Staaten
- ZQU Bahnhof Braunschweig Wolfsburg Hauptbahnhof, Deutschland
- ZVE New Haven Union Station, New Haven (Connecticut), Vereinigte Staaten
- ZVM Bahnhof Hannover Messe/Laatzen, Hannover, Deutschland
- ZVR Hannover Hauptbahnhof, Hannover, Deutschland
- ZWC Bahnhof Stavanger, Stavanger, Norwegen
- ZWE Bahnhof Antwerpen-Centraal, Antwerpen, Belgien
- ZWI Bahnhof Wilmington, Wilmington (Delaware), Vereinigte Staaten
- ZWS Stuttgart Hauptbahnhof, Stuttgart, Deutschland
- ZWU Union Station, Washington, D.C., Vereinigte Staaten
- ZXA Bahnhof Aberdeen, Aberdeen, Schottland
- ZXE Bahnhof Edinburgh Waverley, Edinburgh, Schottland
- ZYA Bahnhof Amsterdam Centraal, Niederlande
- ZYN Bahnhof Nîmes, Nîmes, Frankreich
- ZYP Pennsylvania Station (New York City), New York City, Vereinigte Staaten
- ZYR Bahnhof Bruxelles-Midi/Brussel-Zuid, Brüssel, Belgien
- ZYZ Bahnhof Antwerpen-Berchem, Antwerpen, Belgien